# Modèle d'entreprise
Pour les articles homonymes, voir modèle économique.
 (mars 2009).
Si vous disposez d'ouvrages ou d'articles de référence ou si vous connaissez des sites web de qualité traitant du thème abordé ici, merci de compléter l'article en donnant les références utiles à sa vérifiabilité et en les liant à la section « Notes et références ».
Le modèle d'entreprise, en anglais  business model, est la représentation systémique et synthétique de l'origine de la valeur ajoutée d'une entreprise et de son partage de la valeur ajoutée entre les différentes parties prenantes, sur une période et pour un domaine d'activité clairement identifiés.
Le modèle d'entreprise est donc un document  de référence qui présente la manière dont une entreprise entend fonder et garantir sa rentabilité. À ce titre il est révélateur de la capacité de l'équipe dirigeante de l'entreprise à définir des objectifs et à produire des résultats.
L'explicitation fournie doit permettre d'apprécier cette aptitude en soi, mais aussi par rapport à la concurrence et en particulier face aux modèles d'entreprise des concurrents majeurs. Pour ce faire, les principaux aspects de l'activité d'une organisation sont passés en revue depuis les finalités (but, offres, stratégies), jusqu'aux ressources et moyens déployés (infrastructure, organisations, pratiques de diffusion ou distribution, processus et règles de fonctionnement).
Les entreprises faisant appel à des financements externes ou internes - et notamment par actions et par obligations- s'efforcent d'actualiser leur modèle d'entreprise en réponse aux demandes d'information des analystes externes ou des agences chargés de les apprécier et éventuellement de les noter. En création d'entreprise ou d'activité, le modèle d'entreprise constitue un exercice hautement utile, car censé donner un aperçu complet de la vision du créateur et de sa capacité à créer une valeur ajoutée plus ou moins rapidement.

## Recommandations terminologiques
Expressions réputées équivalentes :
- « modèle d'entreprise[3] », expression recommandée en France par la DGLFLF (Journal officiel du 28/12/2006) et au Québec par l'Office québécois de la langue française : « Emprunté intégralement à l'anglais, le terme business model est à éviter car il entre inutilement en concurrence avec le terme modèle d'entreprise déjà existant en français » (Office québécois de la langue française, 2010)[4],
- « modèle d'activité »,
- « modèle économique », également admis en France par la DGLDLF (Journal officiel du 28/12/2006). Bien que les expressions « modèle économique » ou « équation économique » puissent entraîner une confusion avec la macroéconomie (qui donne à ces concepts des significations qui ne sont pas équivalentes).

## Enjeux
La rédaction du modèle d'entreprise (ou business model) ne doit pas être confondue avec celle du plan d'affaires (ou business plan) : ce dernier est rédigé postérieurement et sert plus spécifiquement à communiquer en externe le contenu du plan d'action et l'énoncé de la panoplie des décisions concrètes et opérationnelles qui en découlent. Critiqués initialement par Michael Porter pour leurs aspects réducteurs, les modèles d'entreprise semblent néanmoins incontournables. Ils contribuent en effet fortement à ce que les organisations d'entreprise puissent être vues et évaluées comme des « systèmes propres à créer/défendre de la valeur ».
Dans une organisation — surtout si elle est complexe —, rares sont les personnes capables de comprendre et de faire la synthèse englobant la totalité des tâches. C'est précisément le rôle premier du modèle d'entreprise : créer une heuristique, une « carte cognitive simplifiée ».
Le modèle d'entreprise doit être à même d'apporter :
- un éclairage suffisant sur les intentions de l'entreprise, sa stratégie et les mesures adoptées ;
- un positionnement de ces intentions et décisions non seulement dans l'absolu, mais aussi dans le cadre de la situation concurrentielle actuelle ou prévisible.
- identifier convenablement les différents flux et les interactions entre les différents éléments constitutifs du business model de l'organisation. Les premiers travaux d'ampleur ont été initiés par Alexander Osterwalder et Yves Pigneur au sein de leur recherche sur plus de 400 business models. Leur recherche ont abouti à proposer le Business Model Canva[7] qui permet une modélisation des business models statiques.

On s'attend donc à ce que le modèle d'entreprise décrive le contenu, la structure et la gouvernance de transactions conçues de manière à produire de la valeur au travers de l'exploitation d'affaires.
Si l'idée d'augmenter ou de préserver la valeur dans les entreprises est loin d'être une idée neuve, la question s'avère plus difficile à résoudre dans des organisations toujours plus complexes, où les domaines de spécialités peuvent être médiocrement articulés, voire cloisonnés. Le Business Model Canva  permet d'écrire plus clairement les interactions entre les différents éléments d'un modèle d'entreprise.
Les entreprises de conseil réintroduisent ce concept pour refonder la vision d'entrepreneuriat. Pour l'entrepreneur, cela pourra être décliné au niveau des domaines d'activités stratégiques, mais aussi à celui des activités transversales afin de produire une valeur véritablement enracinée dans le/les cœur(s) du métier de l'entreprise (PME, TPE, ETI). L'exercice n'est pas simple et peut conduire à profondément transformer le système d'information de l'entreprise et donc son management. Il peut se révéler aussi nécessaire d'accompagner le changement et conclure des conventions s'il apparaît qu'il faut consolider la chaîne d'adhésion des diverses parties prenantes du partage de la valeur du modèle.

## Types
En général, les modèles d'entreprise de services sont plus élaborés que ceux des entreprises industrielles et de distribution.
Le modèle le plus ancien est celui du magasin de détail. Il implique l’implantation d’un magasin à un emplacement où des clients potentiels sont susceptibles de se trouver et d’afficher un produit ou un service. Le modèle dit de l'appât et de l'hameçon (ou des produits liés ou encore du rasoir et des lames) fit son apparition au début du XXe siècle. Il consiste à vendre un produit à un prix très modique, parfois même en perdant de l'argent (d'où le nom appât) puis à facturer des sommes très élevées pour l'achat des recharges ou de tous les produits ou services liés (à l'hameçon). De nombreux exemples existent tels que les rasoirs et les lames de recharges, les téléphones portables et les forfaits, les imprimantes et les consommables (cartouches etc). Une variante de ce modèle est l'entreprise qui offre gratuitement le logiciel pour lire les fichiers d’un certain format et facture le logiciel qui permet de créer les fichiers de ce format.
Dans les années 1950, de nouveaux modèles apparaissent avec des entreprises comme McDonald's et Toyota.
Dans les années 1970, l'innovation vient de la grande distribution (Wal-Mart aux États-Unis et Carrefour ou Auchan en France).
Dans les années 1980, ce sont Blockbuster, Home Depot, Intel et Dell, et dans les années 1990, Southwest Airlines et Starbucks.
Cependant de nombreuses entreprises Internet Amazon.com rencontrent des difficultés du fait de leur modèle mal pensé. A l'issue de la bulle internet des années 2000, de nouveaux modèles d'entreprises émergent, ils sont qualifiés de Business Model Digital ou d'économie de plateforme. Ces modèles digitaux de type plateforme évoluent en permanence afin de s'ajuster à l'offre et construire une offre en fonction des attendus des clients, ils sont qualifiés de business model biface ou multiface.
Toutes les innovations concernant les modèles d'entreprise peuvent apporter aux entreprises des avantages compétitifs substantiels. En définitive le succès d'une entreprise dépend d’abord de l'adéquation entre son modèle d'entreprise et les priorités de ses clients.

## Élaboration

### Approche par les fonctions
1. articuler la proposition de valeur ;
2. identifier un segment de marché ;
3. définir la structure de la chaîne de valeur dans l'entreprise ;
4. spécifier les mécanismes de génération de revenus ;
5. définir la position de l'entreprise dans la chaîne de valeur externe ;
6. formuler une stratégie concurrentielle[19]

.

## Modèle d'entreprise durable
Selon Jean-Louis Lequeux, alors que le modèle d'entreprise « classique », appelé aussi « business model traditionnel » (BMT), se vit à deux (l'acheteur, le vendeur), les modèles durables et éthiques se conjuguent à trois. Dans un cas comme l'autre, les deux parties reconnaissent à la fois l'existence, ou plutôt le droit à l'existence et le droit au respect d'une troisième partie :
- notre planète Terre pour le « durable »,
- les hommes, le tissu social et les économies locales pour « l'éthique »[22].

### Modèles sociaux

#### Modèles redistributifs
Les modèles économiques redistributifs permettent de réduire des inégalités. Ils sont présents dans les services publics et dans l’économie sociale et solidaire. La redistribution peut s’effectuer entre usagers d’un même service, entre activités ou à l’échelle de la filière. L’organisation peut pratiquer la péréquation tarifaire entre différents publics (ex : une association proposant des montant de cotisation différents en fonction du quotient familial de l’adhérent) ou la péréquation entre deux activité lorsque l’une est plus rentable et en finance une autre. D’autres initiatives comme le commerce équitable organisent également une redistribution économique, mais à l’échelle des filières (chaîne de valeur), en faisait payer au consommateur un prix (souvent supérieur à celui du marché) qui permet d’améliorer les conditions de vie des producteurs et les possibilités de développement pour les plus fragiles d’entre eux. Enfin la redistribution peut également passer par des modèles non-marchand : subventions, dons, bénévolat... Les subventions représentent une redistribution qui s’effectue par l’Etat qui redistribue les revenus des particuliers ou entreprises plus avantagés vers les personnes en difficulté via l’impôt. Alors que l’Etat dispose d’un pouvoir coercitif de redistribution, les dons et le bénévolat reposent sur des pratiques volontaires d’entraide et de solidarité.

#### Modèles de croissance inclusive
Les modèles croissance inclusive (en) ne reposent pas sur de la redistribution, conservent une dominante marchande et ne sont pas toujours non-lucratifs, mais proposent des solutions pour permettre à des publics désavantagés d’avoir accès à des biens et services liés à des besoins fondamentaux. Il s’agit notamment des modèles visant le « bas de la pyramide (en)», les personnes pauvres, par exemple dans les pays en développement. La solution au faible pouvoir d’achat du public visé peut être de proposer un produit moins cher grâce à des économies d’échelle, un design « frugal », de nouvelles possibilités techniques, par exemple le compte nickel qui s’adresse aux personnes exclues du système bancaire classique par un modèle en ligne… Ou bien de proposer une tarification rendant le produit plus accessible, par exemple Grameen Phone au Bengladesh propose des téléphones loués à la minute, un paiement à l’usage qui évite l’investissement dans un téléphone. Le modèle freemium, souvent utilisé dans les services numériques permet de proposer différents niveaux de services à différents tarifs, le plus bas niveau de service étant gratuit. Enfin, la croissance inclusive peut passer par la création de nouveaux produits qui répondent à des besoins spécifiques (ex : vêtements faciles à enfiler pour les personnes handicapées), ou des modèles de distribution non-conventionnels (vélo, intermédiaires dans la communauté, par internet…) qui permettent de lever des barrières dans l’accès aux produits ou services.

### Modèles écologiques
Les modèles d'entreprise durables écologiquement incluent les modèles proposant des modes de vie et produits plus sobres, l'amélioration de l'efficacité, les modèles d'économie circulaire, d'écologie industrielle, et la substitution de matériaux qui sont sources de déchets polluants ou d'émissions de gaz à effet de serre par des matériaux biosourcés ou moins polluants.

## Différents types
- Modèle Freemium
- Modèle d’abonnement (Subscription Model)
- Modèle libre
- Modèle de marché
- Modèle de plateforme[25]
- Partage de l’économie – Modèle d’accès à la propriété – Vermietung
- User Experience Premium – Modèle d’expérience
- Modèle de la pyramide
- Modèle d’écosystème – Écosystème
- Modèle à la demande[26]